# Конный привод
Конный привод — служит приёмником мускульной силы лошадей, приводящих в движение машины (например, сельскохозяйственные). Является в настоящее время в значительной степени устаревшей машиной.

## Варианты
Такая техника подразделяется на два основных типа. В первом кони ходят по кругу, вращая брус, к которому они припрягаются. Во втором кони стоят на движущейся платформе, которая передаёт усилие через привод.
Помимо этого существовали вариант подвижных машин в которых гужевая тяга приводила в действие рабочий механизм устройства через ось подвески.
По данным ЭСБЕ, в первом случае oни бывают двух видов: столбовые и лежачие. Столбовой привод изображён на рис. 1 (слева). Он состоит, во-первых, из зубчатых колёс, укреплённых в потолке. Вал одного из этих колёс представляет собой столб, вращаемый с помощью горизонтального деревянного бруса, называемого водилом, к которому припрягаются две или одна лошадь. Иногда делается несколько водил. Система зубчатых колёс приводит в движение шкив, от которого работа передаётся ремнём. Лежачий привод (фиг. 2) весь помещается в раме, лежащей на полу или на земле; им приводится во вращение вал, идущий к промежуточному приводу (фиг. 3), имеющему шкив. Число полных оборотов, проходимых лошадью в минуту, тем больше, чем короче водило: если при водиле в 6 арш. лошадь проходит 1,98 оборота, при водиле в 3½ арш. лошадь делает 3,23 оборота. С помощью зубчатых колёс достигается большое число оборотов шкива, что бывает иногда нужно; например, барабан молотилки делает обычно около 900 оборотов в минуту.
Второй вариант привода несколько сложнее, чем первый, но более эффективен, поскольку он меньше утомляет лошадей. В свою очередь, такой вариант подразделяется на два типа. Первый — дисковый, второй — «конвейерный», где общим элементом была большая беговая дорожка типа конвейера, по которой шла одна или несколько лошадей. Поверхность беговой дорожки была сделана из деревянных планок, сцепленных между собой как цепочка. Вращательное движение с беговой дорожки сначала передавалось в систему планетарной передачи, а затем на вал или шкив, которые могли быть соединены с другой машиной.
Конный привод использовался для обслуживания фермерских хозяйств и промышленных процессов. Примеры машин, оснащённых конным приводом, включают молотильную машину, комбайны, насосы и машины для распиловки древесины. Машины с конным приводом были модульными в том отношении, что они могли быть прикреплены к тому орудию, где они были необходимы в это время, тем самым позволяя этим машинам работать без дорогостоящей силовой установки в их конструкции. Они также могут быть взаимозаменяемы с другими типами привода, например ручным приводом, или стационарным паровым двигателем, или карданным валом, или приводным ремнём от трактора, которые в конечном итоге заменили их. Сегодня есть современные версии этих машин, созданные для использования меннонитами, которые по причинам религиозного характера не используют современную технику.
Интересно, что сам термин «лошадиная сила», вероятно, предшествует названию единицы измерения мощности паровых двигателей . (Например, Словарь Вебстера в 1864 определяет лошадиную силу как «машину, управляемую одной или несколькими лошадьми, лошадиным двигателем».)